# Grupo Hiperión
El Hiperión fue un grupo de jóvenes profesores y alumnos de la Universidad Nacional Autónoma de México que tuvo actividad pública entre 1948 y 1952. Estaba conformado por Emilio Uranga (1921-1988), Jorge Portilla (1918-1963), Luis Villoro (1922-2014), Ricardo Guerra (1927-2007), Joaquín Sánchez McGregor (1925-2008), Salvador Reyes Nevares (1922-1993) y Fausto Vega y Gómez (1922-2015). A este grupo se unió posteriormente Leopoldo Zea (1912-2004). Todos estos jóvenes filósofos habían sido formados bajo el magisterio de José Gaos y en corrientes como la Fenomenología, el Existencialismo, y el Historicismo de José Ortega y Gasset. Sus trabajos se enmarcan básicamente en el campo de la filosofía existencialista bajo la influencia de Martin Heidegger y Jean-Paul Sartre. 
Los “hiperiones” –como se les llamaba comúnmente– publicaron la mayor parte de sus trabajos en la revista Filosofía y Letras de la Facultad de Filosofía y Letras de la UNAM y en la colección de libros México y lo Mexicano, que la Editorial Porrúa y Obregón publicó entre 1952 y 1955. También aparecieron trabajos suyos en otras revistas académicas como Cuadernos Americanos y en los suplementos culturales más importantes de la época.
El objetivo principal del grupo Hiperión era iniciar una serie de investigaciones que tuvieran como objeto realizar una síntesis entre la filosofía mexicana (particularmente las obras de José Vasconcelos y Samuel Ramos) y la filosofía contemporánea europea, con el fin de llevar adelante una investigación ontológica sobre la propia realidad mexicana. De hecho, el nombre de Hiperión simboliza el vínculo entre lo universal de la cultura europea, con lo particular de la cultura mexicana. Los hiperiones consideran que filosofando sobre el “ser mexicano” puede hacerse más patente el esclarecimiento de nuestra realidad, premisa necesaria para su transformación. El existencialismo se encuentra en la base de los trabajos de los hiperiones acerca de lo mexicano. Tan importante se convierte esta filosofía para ellos, que incluso llegan a ser considerados como “los existencialistas mexicanos”. Hoy día se les tiene como una de las primeras expresiones del proyecto de la Filosofía latinoamericana.